# 설동찬전
《설공찬전》은 매주 수요일 YSE가 다음 웹툰에서 연재하는 웹툰이다.